# A bűvész elefántja
A bűvész elefántja (eredeti cím: The Magician's Elephant) 2023-ban bemutatott amerikai–ausztrál 3D-s számítógépes animációs kalandfilm, amelyet Wendy Rogers rendezett, Martin Hynes a The Magician's Elephant című regényéből.
Amerikában és Magyarországon 2023. március 17-én a Netflixen mutatták be.

## Cselekmény
Baltese városa a háború után elvesztette a mágiába és a melegségbe vetett reményét, ezért senkinek sem volt ideje vad és egzotikus állatokról való fantáziálgatásra; csak háziasított, termelésre nevelt állatok voltak. Peter, a fiatal árva, akit egy, a háborús fronton töltött idő miatt megkeményedett katona, Vilna Lutz nevel. Vilna megmentette Petert a háborús frontról, miután az egész családját kiirtották. Kemény körülmények között nevelte fel, hogy Peter ne veszítse el az életét, és a háború okozta legrosszabb körülmények között is életben maradjon.
Vilna egyetlen bűntudata az volt, hogy nem tudta megmenteni Peter húgát, Adele-t, ezért hazudott neki arról, hogy a lány a születéskor meghalt. Nem tudta rávenni magát, hogy elmondja Peternek, hogy az ő döntése volt, hogy elviszi őt, és Adele-t Marie nővérre bízza. Ám később egy bomba felrobbantotta a Marie nővérnek és Adele-nek otthont adó házat, ezért Vilna azt hitte, hogy meghaltak. Ezért Peter soha nem kereste meg Adele-t. Amikor a főtérre érkezett, hogy megvegye a napi vacsoráját, Peter, akit a jósnő sátra, valamint az, hogy látszólag mennyire jól ismeri őt, lenyűgözött, úgy döntött, hogy az egyetlen, ételre szánt pénzérmét egy olyan kérdésre költi, amely megváltoztatta az életét. A jósnő megemlítette, hogy a húga, Adele él, és ha meg akarja találni, követnie kell az elefántot.
Az opera nyitószámában egy szörnyű bűvész varázsigével a semmiből megidézett egy elefántot. Bár ez csak véletlen volt, hiszen a varázsló egyszerűen csak vissza akarta hozni Baltese elveszett reményét, melegségét és varázsát. Az elefántot és a mágust is bezárták, mivel az elefánt súlya összezúzta az előadáson részt vevő nemes hölgy lábát. Az elefánt érkezése azonban két embernek örömet és reményt hozott: az egyik Peter, aki a húgát kereste, a másik pedig meglepő módon a húga, Adele, aki aznap korábban azt álmodta, hogy egy elefánt vezeti őt a bátyjához.
Adele-t biztonságban nevelte fel ápolónője, Marie nővér. Marie nővér elvitte Adele-t a városból, hogy a külvárosban, minden bajtól távol vigyázzon rá. Marie nővért is ugyanaz a bűntudat gyötörte, mint Vilnát, ahol állandóan arra emlékeztették, hogy elengedte Petert, és hogy mindkettőjüket meg kellett volna mentenie. Marie nővér elviszi Adele-t az elefánthoz.
Peter elhatározta, hogy megmenti a bezárt elefántot, hogy megtalálja kishúgát, és a földszinti szomszéd, Leo Matiennel úgy döntött, hogy segít neki. Leo a királyi udvar tisztviselője és a palotaőrség kapitánya. Leo ekkor értesítette a királyt, hogy egy elefánt érkezett Baltese városába, hogy rábeszélje, látogasson el idr, amikor látta, hogy a grófnő nem hatja meg az elefánt szabadon engedésére vonatkozó kérdés.  Leó meghívja Petert az udvarba az elefánt leleplezésére. Peter megmenti a helyzetet azzal, hogy kimossa az elefánt szemét, amikor az a szemébe hullott kréta maradványok miatt felizgatta magát. Peter azt mondja, hogy az rlefántot azért tartják fogva, hogy elvezesse őt elveszett húgához, és kéri az elefánt felügyeletét. A király drámaiságának és érzékiségének köszönhetően három lehetetlen feladatot határoz meg Peter számára, amit teljesítenie kell, hogy az elefánt a tulajdonába kerüljön. Az első feladat az volt, hogy legyőzze Romain De Smedt-et, aki egyszemélyes gyilkológép volt. Peter felismeri benne ugyanazt a személyt, akitől Vilna ellopta a mesekönyvet. Romain elől menekülve átfutott a városon, és megszerezte a könyvet. Peter azzal nyerte meg őt, hogy visszaadta Romainnak az elveszett könyvet, amelyet Vilna lopott el, hogy ezzel arra ösztökélje, hogy olyan katonává váljon, amilyen ő volt, hogy életben maradjon.
A második feladat az volt, hogy Peter repüljön, és itt Leo és felesége, Gloria erőfeszítései jöttek be. Ők terveztek neki egy ejtőernyőt, és Peter ezzel siklott a levegőben, sikeresen utánozva a repülés művészetét, amivel a királyt is megnyerte magának. Egy újabb forduló győztesének nyilvánítva Petert újabb lehetetlen feladat elé állították, mégpedig az, hogy megnevettesse a grófnőt, aki a sztoicizmusáról volt híres, miután elvesztette a bátyját a háborúban. A viccével meglehetősen sikertelenül járt, bár a grófnő megpróbált egy álnevetéssel segíteni neki. Az eefántot a királyra tüsszentett. Látva a királyság leghatalmasabb emberét takonyba borítva, a grófnő nevetésben tört ki, amitől a király is őszintén elmosolyodott.
Peter két ilyen feladat után már meggondolta magát, hogy az elefántot Adele megtalálására használja, inkább meggondolta magát, hogy segítsen az elefántnak megtalálni a saját családját. Peter rendszeresen gondozta az elefántot, és így kötődött hozzá. Amikor tehát a király bejelentette, hogy Peter elvesztette az elefánt birtoklásának kiváltságát, Peter nagyon feldúlt volt, mivel most már egyszerűen csak azt akarta, hogy az elefánt térjen vissza a természetes élőhelyére, hiszen biztosan nem a városba való. Az elefánt az elveszett bizalmat, a fényt és a reményt szimbolizálta, ami Baltese városában megvolt. A grófnő végre először nevetett, mióta elvesztette a bátyját, és elzárta az érzelmeit, ami az érzelmei visszatérését jelentette. A mágus szörnyű volt a saját művészetében, ami annak volt köszönhető, hogy a város lakói úgy döntöttek, hogy nem hisznek a saját érzelmeikben, valamint a reményben és a mágiában. Emellett a nemesasszony panaszos hozzáállása és elítélő tekintete csak rontott a helyzeten, mivel a város bezáratta a mágust, akinek nem sikerült az utolsó trükkje, hogy visszaadja a melegséget, ami valaha volt Baltese városában. A mágus, immár a városlakók hitével és bizalmával felvértezve, most már képes volt a mágia szellemével képes volt visszaküldeni az elefántot a természetes élőhelyére.
Közben Adele tudta nélkül találkozott testvérével, Peterrel, akinek az volt a feladata, hogy megnevettesse a grófnőt. Újra találkoztak, amikor Adele arra járt, hogy megkérdezze Prtert, miért engedte el az elefántot, hiszen neki kellett volna követnie őt, hogy megtalálja a sorsát. Az elefánt eltűnésével fény és remény érkezett, amely kitisztította a sötét, komor felhőket, feloldotta a város átkát, és átengedte a fényt. Közben Vilna megtalálta a bátorságot, hogy végre kimozduljon a házából, és a kerekesszék helyett a botjával járkáljon. Ahogy beért a városba, láthatóan büszkén és lenyűgözve, találkozott Marie nővérrel, akiről azt hitte, hogy a kis Adele-val együtt életét vesztette. Marie nővér nem hitt a szemének, amikor rájött, hogy Peter és Vilna mindvégig életben volt.

## Szereplők
| Szerep          | Színész               | Magyar hang         |
| --------------- | --------------------- | ------------------- |
| Peter           | Noah Jupe             | Tóth Csanád         |
| Vilna Lutz      | Mandy Patinkin        | Faragó András       |
| Leo Matienne    | Brian Tyree Henry     | Pál Tamás           |
| Jósnő           | Natasia Demetriou     | Kis-Kovács Luca     |
| Gloria Matienne | Sian Clifford         | Kokas Piroska       |
| A bűvész        | Benedict Wong         | Háda János          |
| Madam LaVaughn  | Miranda Richardson    | Farkasinszky Edit   |
| A grófnő        | Kirby Howell-Baptiste | Ligeti Kovács Judit |
| A király        | Aasif Mandvi          | Kisfalusi Lehel     |
| Adele           | Pixie Davies          | Hegedűs Johanna     |
| Marie nővér     | Dawn French           | Csere Ágnes         |

### Magyar változat
- Magyar szöveg: Bán Zsanett
- Hangmérnök: Zakar Sándor
- Vágó: Győrösi Gabriella
- Gyártásvezető: Masoll Ildikó
- Szinkronrendező: Kéthely Nagy Luca
- Produkciós vezető: Fekete Márk

A szinkront a Direct Dub Studios készítette el.

## A film készítése
2009. augusztus 17-én a 20th Century Fox bejelentette, hogy Martin Hynes The Magician's Elephant című, még meg nem jelent regényét adaptálja játékfilmmé.  2020. december 15-én, miután évekig a fejlesztési pokolban sínylődött, bejelentették, hogy Pistor a Netflixhez vitte a filmet, amely megvásárolta a könyv és a forgatókönyv filmes jogait, hogy animációs játékfilmet fejlesszen.